# Бердянский художественный музей имени И. И. Бродского
Бердянский художественный музей имени И. И. Бродского — художественный музей в городе Бердянск, расположенный по адресу Центральная ул., 29. Коллекция музея насчитывает более 7000 памятников изобразительного искусства.

## История
Осенью 1930 года Исаак Израилевич Бродский вместе со своим учеником Петром Петровичем Белоусовым привезли в Бердянск и подарили родному городу 230 произведений живописи, скульптуры и графики. Художественный музей был торжественно открыт 8 ноября 1930 года. Большинство произведений в музейной коллекции принадлежат кисти известных русских живописцев второй половины XIX — начала XX века: И. К. Айвазовскому, А. Н. Бенуа, Н. П. Богданову-Бельскому, Н. Н. Дубовскому, К. А. Коровину, И. Н. Крамскому, А. И. Куинджи, Б. М. Кустодиеву, А. А. Рылову, А. К. Саврасову. Достойное место в собрании музея занимают конкурсные и дипломные работы учащихся Императорской Академии художеств.
В 1930-е годы в музейную коллекцию поступило много работ после художественной выставки студентов-практикантов Всероссийской Академии художеств: А. И. Лактионова, М. С. Копейкина, А. Н. Яр-Кравченко. Их приезд в Бердянск был организован И. Бродским. Произведений же самого И. И. Бродского в собрании музея немного — в основном авторские повторения и рисунки.  
С началом Великой Отечественной войны музей был эвакуирован, а в конце 1945 года музейная коллекция вернулась в Бердянск. Невосполнимой потерей для музея оказалась полностью уничтоженная документация.
Послевоенный период истории музея отмечен кропотливой научной и поисковой деятельностью. В 1953 году для восстановления утраченных документов на помощь приходит Семён Георгиевич Ивенский, занимавшийся научным изучением музейной коллекции. Через 50 лет, совершенно неожиданно, музей получает в дар от С. Г. Ивенского 1500 экслибрисов из его коллекции.
Собрание своих офортов и эстампов передал П. П. Белоусов. Сегодня Бердянский художественный музей обладает наиболее полными собранием работ этого мастера. Весомым вкладом в увеличение музейных фондов в 1990-е годы были дары художников Приазовья. В это же время начинается активная выставочная деятельность. Приходит новое поколение музейных сотрудников, они изучают ранее не исследованные материалы.